# 东浩兰生
东浩兰生是中華人民共和國上海市一家國有企業，主營人力资源、会展赛事、国际贸易。东浩兰生旗下有从事人力资源业务的上海外服公司；從事會展業的东浩兰生会展集团股份有限公司，承办過上海国际广印展、工博会、华交会、进博会、世界人工智能大会、北外滩国际航运论坛等展会以及上海国际马拉松赛系列路跑赛事和上海赛艇公开赛。

## 歷史
1983年，上海文教体育用品进出口公司成立。1994年10月，企業改組為兰生集团（上海兰生（集团）有限公司），為上海市人民政府管理下的国有企业。該企業主要经营文教体育用品、轻工产品、五金矿产品、医药保健品等进出口贸易。兰生集团控股上市公司兰生股份以及上海市轻工业品进出口有限公司、上海轻工国际发展有限公司、上海市医药保健品进出口有限公司等。
2004年2月18日，上海东浩实业（集团）有限公司改組為世博集团（上海世博（集团）有限公司），上海世博土地控股有限公司、上海文化广播影视集团、上海东方国际集团等公司共同出资。世博集团负责建造世博中心、中国2010年上海世界博览会主题馆和中国馆的前期建设，负责世博中心、中国2010年上海世界博览会主题馆在上海世博会期间的运营管理。上海世博会结束后，东浩集团參與上海虹桥商务区内的国家会展中心建设。2011年8月，世博集团更名為东浩集团（上海东浩国际服务贸易（集团）有限公司）。东浩集团主營人力资源以及会展。
2013年12月18日，东浩集团和兰生集团合并，成立东浩兰生集团（上海东浩兰生国际服务贸易（集团）有限公司）。
2020年12月，上海市国资委将东浩兰生集团10%的国有股权划转给上海市财政局。
2023年3月，东浩兰生集团总部遷入上海绿地外滩中心。